# فرودگاه اوگوزلی
فرودگاه اوگوزلی (به انگلیسی: Oğuzeli Airport) (به زبان بومی: Gaziantep Oğuzeli Uluslararası Havalimanı) یک فرودگاه همگانی با کد یاتا GZT است که یک باند فرود بتن دارد و طول باند آن ۳۰۰۰ متر است. این فرودگاه در شهر غازی عینتاب کشور ترکیه قرار دارد.

## شرکت‌های هواپیمایی و مقصدهای پروزای
| شرکت‌های هواپیمایی                  | مقصدهای پروازی |
| ---------------------------------- | --- |
| اطلس گلوبال                        | فرودگاه بین‌المللی آتاترک، فرودگاه بین‌المللی اربیل |
| بوراجت                             | فرودگاه ینی‌شهر، فرودگاه بین‌المللی ارکیلت |
| کرندون ایرلاینز                    | فرودگاه آنتالیا، فرودگاه بین‌المللی شهید مدنی تبریز |
| جرمنیا (شرکت هواپیمایی)            | فصلی: فرودگاه برمن (آغاز از ۱ مه ۲۰۱۶) |
| هواپیمایی عراق                     | فرودگاه بین‌المللی اربیل |
| انور ایر                           | فرودگاه بین‌المللی آتاترک |
| هواپیمایی پگاسوس                   | فرودگاه بین‌المللی صبیحه گوکچن، فرودگاه عدنان مندرس، فرودگاه بین‌المللی ارجان |
| سان اکسپرس                         | فرودگاه آنتالیا، فرودگاه عدنان مندرس فصلی: فرودگاه میلاس-بودروم، فرودگاه دالامان                                                                                                 |
| سان اکسپرس                         | فرودگاه برلین تگل (آغاز از ۴ مه ۲۰۱۶)، فرودگاه کلن بن، فرودگاه بین‌المللی دوسلدورف، فرودگاه بین‌المللی فرانکفورت، فرودگاه هانوفر-لانگنهاگن، فرودگاه لایپزیگ/هال، فرودگاه اشتوتگارت |
| ترکیش ایرلاینز                     | فرودگاه بین‌المللی آتاترک فصلی: فرودگاه برلین تگل (آغاز از ۵ ژوئیه ۲۰۱۶) |
| ترکیش ایرلاینز اجرا توسط آنادولوجت | فرودگاه بین‌المللی اسن‌بوغا |